# قمبيز الثاني
قمبيز الثاني ملك الأخمينيين الفُرس ابن الشاه الأخميني قورش العظيم. استولى على مصر سنة 525 قبل الميلاد وحكم لمدة أربع سنوات. لُقّب بالألقاب المصرية القديمة مثل ملك الشمال والجنوب وابن رع واتخذ لنفسه لقب حورس موحد الأرضين واتخاذه هذه الألقاب دليل على قوة التقاليد المصرية وضرورتها حتى يستطيع الملك أن يملك الحكم، أو ربما الذي دفعه لاتخاذ هذه الألقاب هو معرفته بعظمة وقيمة تلك الألقاب كتقليد للفراعنة. ولكن هناك احتمال آخر أنه أراد أن يعطى لحكمه أمام الشعب أنه حكم ذو صبغة مصرية. كان أهم هدف من أهدافه هو غزو مصر لأنه كان يعتبرها امتدادا للإمبراطورية الفارسية التي أقرها والده قورش العظيم. ويعتبر أول زرادشتي يحكم مصر الفرعونية بالحديد والنار خلال أربع سنوات من الحكم الأخميني.

## الزحف إلى مصر
وفقاً للمؤرخين اليونانيين، وخصوصاً هيرودوتس فإن ملك بلاد فارس قمبيز الثاني قد طلب من فرعون مصر أحمس الثاني طبيباً للعيون مقابل مردود جيد، إلا أن الطبيب كان يكره العمل الشاق الذي يوكله إياه الفرعون كل حين فأقنع قمبيز أن يطلب من أحمس الثاني أن يتزوج ابنته مدركاً أنه سوف يرفض مما سوف يغضب قمبيز، لم يرد أحمس الثاني أن يرسل إبنته كما أنه لم يرد أن ينشأ صراع بينه وبين الفرس، فأرسل إليه ابنة الفرعون السابق أبريس فاعترفت بإنها ليست ابنة أحمس الثاني فغضب قمبيز الثاني من ذلك واعتبره إهانة. كما يُرجع المؤرخون اليونانيون سبباً آخرا جعل قمبيز يغزو مصر، وهو أنه كان لفرعون مستشاراً يدعى فانيس، يعرف كل صغيرة وكبيرة إلا أنه اختلف مع الفرعون فهرب منه. وبالرغم من بعث الفرعون قتلة مأجورين خلفه إلا أنه أفلت من قبضتهم وهرب إلى إيران ومن هناك ساعد الملك الفارسي قمبيز الثاني في الاستيلاء على مصر.

## سياسة قمبيز الداخلية والدينية في مصر

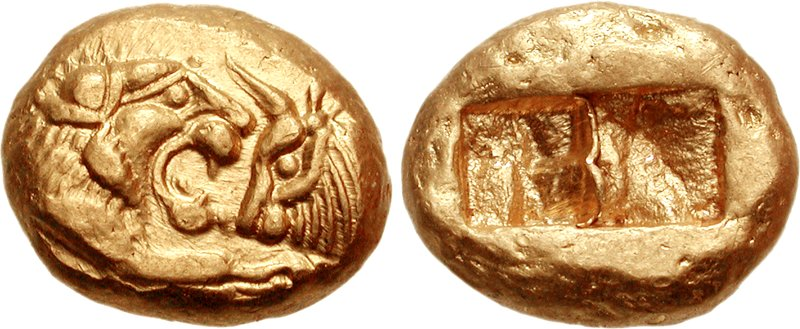
عملة أخمينية مزينة برأس أسد وثور، ربما تم سكها في عهد قمبيز الثاني.

بمجرد دخول قمبيز إلى منف انتقم منها شر انتقام إذ قتل 2000 مصريا انتقاما من «منف» كلها لمقتل طاقم السفينة الفارسية الذي كان عدده مائتي رجل أبحروا إلى منف لعرض شروط السلام ولكن سكان منف قاموا بقتلهم ولكنه سرعان ما أدرك أن هذه القسوة لا تخضع شعبا له مثل هذا التراث من الحضارة فاتسم إلى حدٍّ ما الحكم في بعض الأوقات باللين والهوادة وهذا يظهر من احترامه لمدينة سايس واحترامه لآلهتها الآلهة نيت الذي كان بدافع التأثير على المصريين بعد الدخول السيئ الذي دخله لمصر وما نتج عنه من أعمال وحشية حيث أنه رأى بنفسه مدى تمسك المصرين بديانتهم فأراد أن يعزف على هذا الوتر في أن يظهر الاحترام للآلهة المصرية ليكسب احترام وحب المصريين خاصة بعد المذبحة التي حدثت في منف.
لكنه في مدينة «سايس» أيضا قام بعمل مشين وهو عبثه بجثة احمس الثاني فأمر بإخراج الجثة وضربها بالعصي وأن ينزعوا شعر بدنه ورأسه وينكلوا به أقبح تنكيل ولكنهم لم يقدروا على هذا الجسد لأنه حنّط تحنيطا جيدا فأمر بإحراقه غير مراع احترام الدين على الرغم من أن الفرس يعتقدون أن النار إله وليس مسموحا لهم أن تحرق الموتى حيث لا يصح لإله أن يطعم بجثة إنسان وهذا المنع موجود أيضا عند المصريين لأنهم يؤكدون أن النار وحش ضاري يفترس كل ما يقدم له وبعد أن يشبع منه يموت هو أيضا مع الذي أحرقه وبهذا العمل يكون قمبيز قد قام بعمل مشين في الديانتين المصرية والفارسية
كما قام قمبيز بضرب معابد هليوبوليس بالحديد والنار وهدمها وحرقها من كل ناحية، كما فعل ذلك بالمسلات فهناك اثنتان منهما اتلفتا إتلافا تاما كما يروي لنا هيرودت. وسخر من شكل الآلهة بتاح في معبده ودخل أماكن محظور الدخول إليها سوى للكهنة فقط، وسبب أضرارا جسيمة في طيبة. وروى ديودور أنه حمل إلى فارس قرصا كبيرا من الذهب من مقبرة أوزمانديس مقبرة في الرمسيوم حيث كان مدوّن عليها أيام السنة كلها ومعلومات بخصوص ظهور واختفاء النجوم.

## سياسة قمبيز الخارجية
بعد أن استقر قمبيز في مصر خطط لثلاث حملات الأولى إلى قرطاجة والثانية إلى نبته والثالثة إلى واحة سيوة مقر ووحى آمون

## الحملة الأولى على قرطاجة
فكر قمبيز في ضم قرطاجة وبالطبع كان هذا متمشيا مع الميول الفارسية في السيطرة الكاملة والتامة على البلاد، وبالطبع على الساحل الشمالي فهي خطوة مهمة بالنسبة لهم. وفي نفس الوقت كان لهم إسطولاً بحريا في بلوزيوم الفرما في شمال مصر، يقف بدون عمل فأرسل الملك «قمبيز» إلى قائده يأمره أن يعد فرقة كاملة مجهزة بالعدة والعتاد ورجال البحر لكي يبحروا إلى قرطاجة. ولكن هذا الأمر أحبط لأن أحسن البحارة لديه كانوا من الفينيقيين ولما علم البحارة الفينقيون أنهم سوف يحاربوا ضد أبناء عمومتهم وإخوانهم هناك رفضوا هذا مما يوضح أن الإمبراطورية الفارسية كانت في عنفوان قوتها، إلا أنه كان يوجد أيضا بعض الثغرات من الضعف فيها مثل اعتمادهم على البحارة الفينيقيين؛ حيث كانوا هم أقوى بحارة في هذا الوقت. كان هذا أول مشروع من مشاريع قمبيز الخارجية ولكنه فشل.

## الحملة الثانية علىنبته
فكر قمبيز في ضم نبتة إليه طمعا في ذهب النوبة وليفتح طريقا نبته ولكنه قبل أن يقوم بالحملة أرسل جواسيسا إلى نبته بحجة حملهم الهدايا. واستدعى جماعة من الفينيقيين يعرفون لغة نبته وحملهم بالهدايا وكانت عبارة عن ثوب من الأرجوان وطبق من الذهب وأساور وإناء من الرخام مملوء أطيابا وبرميلا من نبيذ البلح.
قدمت الهدايا باسم الملك قمبيز لملك نبته نستازن لقيام الصداقة بينهما ولكن لم يخف على ملك نبته أن هؤلاء القوم جواسيس فأجابهم بهذا الحديث «ليس حبا ولا صداقة بيننا هو الذي حمل ملك الفرس على إرسالكم بهذه الهدايا وأنتم لا تقولون لى الحق بل أنتم قادمون لاختبار مدى قوى مملكتي، وسيدكم ليس رجلا عادلا لأنه يطمع في بلاد لا تخصه ويحاول أن يستعبد أمة لم تضره».
فأعطى لهم ملك نبته قوسا من عنده وحملهم هذه الرسالة إلى الملك الفارسي وهي "أن ملك نبته يشير على ملك الفرس أن يأتي ويحاربه بجيش قوي حينما يصير الفرس قادرين على أن يوتروا قوسا كبيرا مثل هذا بالسهولة التي تكون لي فليقدم الشكر للآلهة إذا لم يلهموا نبته الرغبة في توسيع بلادهم بفتوحات جديدة وأعطاهم القوس. وسألهم بعد ذلك ما الأرجوان وكيف يصنع فلما أخبروه قال هؤلاء الناس مخادعون حتى في ثيابهم ثم سألهم عن الطوق والأساور الذهبية فأجابوه على أنها حلى فصار يضحك وظن أنها سلاسل ورد عليهم أن نبته تملك أقوى منها وسألهم عن العطور التي أتوا بها ولما أفهموه طريقة تركيبها وكيفية استعمالها أجابهم بما أجاب بخصوص الأرجوان ولكنه عندما عرف الخمر وكيفية عملها سر جدا بهذا الشراب.

## من عجائب نبته
أظهر الرسل التعجب من طول الحياة عند أهل نبته فأخذهم ملكها إلى عين من خصائصها أن الذين يغتسلون فيها يخرجون منها مطيبين برائحة كرائحة البنفسج وجلودهم لامعة كأنها دهنت بالزيت وقال الرسل أن عين تلك الماء كان خفيفا جدا حتى أنه لا يطفو عليه شيء ولا الخشب.
وبعد ذلك سار بهم إلى السجن فوجدوا المسجونين مقيدين بقيود ذهبية لأن النحاس عند نبته من المعادن النادرة وأثمن من غيرها. ثم أراهم ما يسمى بمائدة الشمس وهي برج مملوء بلحوم مسلوقة من كل أنواع الحيوانات ذوات الأربع يأتي بها الحكام ليلا إلى هناك وعند طلوع النهار يكون كل إنسان حر أن يأتي ويتناول غذاؤه ويقول أهل البلاد أن الأرض تخرج من نفسها هذه اللحوم.

## الزحف على نباتا
عندما وصلت البعثة إلى قمبيز ابلغوه بكل العجائب التي رأوها في نبته ووصفوهم له بأنهم طوال القامة وأن ملكهم أقوى الرجال.هذة المعلومات أغضبت قمبيز وجعلته يأمر قواته بالتوجه إلى نبته وذلك بسبب طمع قمبيز في ذهب هذه المنطقة الكثير وأيضا روح الكبرياء والعظمة التي تكلم بها ملك نبته وطمعه في معرفة اسرار هذا البلد الغريب فقرر الزحف ولم يأمر بتجهيز القوة اللازمة لهذه الحملة واستغرقت المدة إلى عاصمة نبته 52 يوما وفضل قمبيز أن يقطع هذه المسافة في الخط الأيمن عن طريق الصحراء وابتعد عن طريق النهر تماما وبصعوبة بالغة استطاع أن يصل إلى الشلال الخامس وفي ذلك الوقت قلت المؤونة التي كانت معه وأوشكت على الانتهاء ولذلك اضطر الجنود إلى أكل العشب ثم أكل بعضهم بعضا فسارع قمبيز إلى انهاء هذه الحملة الفاشلة

## الحملة الثالثة علىواحة سيوة
أثناء زحف قمبيز على نبته مر على طيبة واختار نحو 50 ألف رجل وأمرهم أن يتوجهوا إلى واحة آمون ويشعلوا النار في هيكل جوبيتر الذي يهبط فيه أما هو فأخذ طريقه إلى نبته ومعه باقي الجيش وبالفعل توجه الجنود إلى واحة آمون ومعهم الأدلاء ومن المؤكد أنهم وصلوا إلى هناك ولكن لا يعلم أحد ماذا جرى لهم بعد ذلك ومن المحقق أن هؤلاء الجنود لم يصلوا إلى مصر ويقول أهل سيوة أن هؤلاء الجنود هبت عليهم ريح شديدة غمرتهم بجبال من الرمال وأخفتهم جميعا وهكذا هلك جنود قمبيز .

## انتقام قمبيز بعد الفشل الذريع لحملاته الثلاث
عند عودة قمبيز من نبته عاد إلى «منف» فوجد المصريين يحتفلون بظهور آبيس جديد لهم فعندما رأى قمبيز تلك الاحتفالات ظن انهم فرحون لفشله الذريع في حملاته الثلاث فاستدعى حكام «منف» وسألهم عن سبب فرحهم فقالوا ان الههم لم يظهر منذ مدة طويلة وقد ظهر في تلك الأيام ويفرح المصريون لذلك فرحا عظيما ولما سمع قمبيز هذا الكلام ظن أنم يكذبون فأمر بقتلهم ثم استدعى الكهنة لسؤالهم نفس السؤال فأجابوه بنفس الإجابة فأمرهم بأن يأتوا بآبيس ليشاهده وبالفعل اتوا به ومن صفات هذا الآبيس انه عجل صغير لا تحبل أمه بغيره والمصريون يقولون أنه ينزل عليها برق من السماء فتحبل به ويعرف ببعض العلامات فيكون شعره أسود وعلى جبهته بقعة مثلثة وعلى ظهره نسر وتحت لسانه صورة عجل وشعر ذنبه مضاعف وفي حضور الكهنة ارتكب قمبيز جرما كبيرا إذ استل سهمه ليشق بطن آبيس لكنه ضربه في فخذه ثم التفت إلى الكهنة وقال متهكما «أيها اللصوص هل تكون الآلهة من لحم ودم وهل تشعر باصابة السلاح» وبعد ذلك أمر أن يضرب الكهنة بالعصى وأن يقبض على كل المصريين الذين يوجدون في حالة فرح بعيد الآبيس الجديد فبطلت الأفراح وعوقب الكهنة أما آبيس فمرض مدة في هيكله بسبب الجرح الذي في فخذه ثم مات ودفنه الكهنة بدون علم قمبيز.

## نهاية قمبيز بيده
أخذ جوماتا وهو كاهن زرادشتي مكان بارديا وهو الأخ المتوفي للملك قمبيز واستولى على الحكم وأعلن أن أوامره فقط هي التي تعتبر قوانين وبالفعل كان شديد الشبه بسميرديس وذلك ساعده في تحقيق تلك الخدعة إلى جانب ذلك كان الوضع في فارس يتجه نحو الإضرابات والفتن التي اجتاحت «فارس» والبلاد المجاورة لها
كل هذه الاضطرابات جعلت قمبيز يسرع إلى بلده وأن يترك مصر لأن أخبار بلاده السيئة وصلته وهو في سوريا وعندما كان يهم ليركب جواده أصابه نصل سيفه في فخذه كما أصاب العجل «آبيس» وبعد عشرين يوما جمع قواده واعترف أنه قتل أخاه سمردس وحثهم ألا يجعلوا هذا الرجل يسيطر على البلاد وبعد ذلك توفي متأثرا بجرحه بعد تسمم جرحه.

## تحليل شخصية قمبيز من خلال أعماله
توجد بعض الروايات التي تؤكد أن قمبيز كان مختل العقل وأنه كان مجرد من الإحساس والشعور وكان أولها قتله أخاه «سمردس» خوفا من استيلائه على العرش وبسبب حقده عليه لأنه الوحيد الذي استطاع أن يجذب القوس الذي أرسله ملك نبته فأرسل لصديقه «فرساسب» ليقتله وبالفعل قتله.
ثم قتل أخته من أمه وأبيه وكانت صارت معه إلى مصر وكانت أيضا زوجة له وكان لها قصة وهي أن الفرس لا يتزوجون من أخواتهم لكن قمبيز شغف بحب إحدى شقيقاته وأراد أن يتزوجها وذلك لم يسبق إليه فاستدعى قضاة الملك وسألهم هل توجد شريعة تسمح للأخ أن يتزوج أخته إذا اشتهى ذلك وكان هؤلاء القضاة من أحسن الفرس ويظلون في وظائفهم إلى آخر حياتهم ما لم يصدر منهم شيء من المظالم فردوا على قمبيز جوابا يأمنون به من الخطر بدون أن يمسوا جانب العدالة بضرر فقالوا لا توجد شريعة تسمح للأخ أن يتزوج أخته ولكنه توجد شريعة تسمح للملك أن يفعل كل ما يريد وبهذا تزوج قمبيز أخته التي أحبها.
وقام قمبيز أيضا بقتل ابن صديقه «فرساسب» وكان طريقة قتله عبارة عن تسلية إذا قال لصديقه «إذا رميت ابنك الواقف في وسط قلبه تكون آراء الفرس التي تقول عني أنني فقدت صوابي خاطئة وإذا خاب يكون هم محقون» ثم أوتر قوسه ورمى الغلام فسقط الفتى في الحال فشق صدره ليرى أين وقع السهم فوجده في وسط القلب فسرّ من ذلك العمل الشنيع .
وفي مناسبة أخرى أمر بدفن إثني عشر من النبلاء الفارسين بدون أي سبب. حاول ذات مرة أن أن يذبح كريسوس- وهو حاكم ليديا السابق الذي أبقاه قمبيز كمستشار له بعد استيلائه على البلاد - لأنه عارضه ولكنه استطاع الهرب بمساعدة بعض الخدم الذين شعروا أن قمبيز سوف يأسف بعد ذلك لو قتله ولكنه اكتشف ذلك فقتل الخدم.
ومن تحليل أعمال قمبيز نجد أنه كان مجرد غازي لبلاد غريبة فحاول أن يستعمل معها كل الأساليب لكي يسيطر عليها ويخضعها تحت سيطرته فاستعمل الخديعة لكي يتمكن من دخولها والرفق واللين في احترامه للتقاليد الدينية فلم تجد نفعا هذه الوسائل فاستعمل العنف والبطش لكل من أمامه فكل هذه الأسالب جعلت البعض يقول عنه أنه يقلد أباه والبعض الآخر يقول أنه مصاب باختلال العقل ولكنه في الحقيقة كان يستعمل جميع الوسائل للسيطرة على البلاد.